# Voditel dlja Very
Voditel dlja Very (russisk:  Водитель для Веры) er en russisk-ukrainsk spillefilm fra 2004 af Pavel Tjukhraj.

## Medvirkende
- Igor Petrenko som Viktor
- Aljona Babenko som Vera Serova
- Bogdan Stupka som Sergej Serov
- Andrej Panin som Saveljev
- Jekaterina Judina som Lida